# Kowałenky (obwód żytomierski)
Kowałenky (ukr. Коваленки) – wieś na Ukrainie, w obwodzie żytomierskim, w rejonie lubarskim. W 2001 roku liczyła 335 mieszkańców.